# Перша (Рязанская область)
Пе́рша — посёлок в Сасовском районе Рязанской области России. Входит в состав Берестянского сельского поселения.
Расположен в 10 км к востоку от райцентра Сасово на автодороге Сасово — Кустарёвка, в 3 км (по асфальтированной дороге) от ближайшей железнодорожной платформы 385 км, в 1 км (по грунтовой дороге) от ближайшей железнодорожной станции Берестянки.
Ближайшие населённые пункты:

— Бастаново в 5 км к северу по грунтовой дороге;

— Доринки в 3 км к востоку по асфальтированной дороге;

— Мурзинкив 4,5 км к юго-востоку по асфальтированной дороге;

— посёлок станции Берестянки в 1 км к юго-западу по грунтовой дороге;

— Берестянки в 3 км к западу по асфальтированной дороге.

## Природа
Климат умеренно континентальный. Высота над уровнем моря 121—123 м.

## Население
| 1984 | 2008 | 2009 | 2010 | 2011 | 2012 |
| ---- | ---- | ---- | ---- | ---- | ---- |
| 20   | ↘6   | →6   | ↘5   | ↘4   | →4   |

## Инфраструктура
В посёлке одна улица — Берёзовая.
В двух километрах к востоку находится родник, пользующийся большой популярностью среди свадеб и местных жителей.